# Sanjian, Chongqing
Sanjian (kinesiska: 三建) är en socken i sydvästra Kina. Den ligger i Fengdu härad i storstadsområdet Chongqing, omkring 130 kilometer öster om det centrala stadsdistriktet Yuzhong. Antalet invånare är 9 713. Befolkningen består av 4 613 kvinnor och 5 100 män. Barn under 15 år utgör 25,0 %, vuxna 15-64 år 58 %, och äldre över 65 år 15,0 %.